# Escudo de la República Socialista de Montenegro
El Emblema de la República Socialista de Montenegro fue adoptado en 1945 por el gobierno de la República Socialista de Montenegro. Está basado en el emblema nacional de la RFS de Yugoslavia.

## Descripción
El escudo está compuesto por el Monte Lovćen (en cuya cima se encuentra el Mausoleo de Njegoš) con las aguas de la bahía de Kotor al fondo, los cuales son abrazados por dos haces de laurel rodeados por una cinta tricolor con los colores paneslavos. Encima del conjunto hay una estrella roja de cinco puntas con borde dorado (símbolo del socialismo).

## Historia
Después de la Segunda Guerra Mundial , se restableció la condición de Estado montenegrino y Montenegro se convirtió en una parte federal de la Segunda Yugoslavia . Un emblema nacional fue adoptado en 1945 y fue diseñado en estilo socialista: Corona de laurel con Estrella Roja , mientras que el motivo central fue la Capilla de Lovćen con olas del mar al fondo, que representa el acceso al mar montenegrino . El emblema nacional del Estado Federal de Montenegro fue realizado en 1944 por Milan Božović, fue estilizado en 1946 por Milo Milunović, y luego fue modificado ligeramente en 1963 y 1974 (la forma de la estrella roja ). En 1993, el parlamento montenegrinointrodujo un escudo de armas propiamente dicho, volviendo al patrimonio histórico. Se restauró el escudo de armas del antiguo estado de Montenegro, pero se rediseñó al estilo del escudo de armas federal, adoptado oficialmente el 6 de enero de 1994.